# Fabula og sjužet
Fabula og sjužet   (Russisk: фабула, IPA: [ˈfabʊlə] og сюжет, IPA: [sʲʊˈʐɛt]) er et narratologisk begrebspar, som refererer til forholdet mellem en fortællings komposition og indre kronologi. Begrebsparret kommer fra den russiske formalisme, og bliver krediteret til Vladimir Propp og Victor Shklovsky. Det kan benyttes til at undersøge en fortællings opbygning internt, eller til at sammenligne opbygning i forskellige tekster, som for eksempel hører til den samme genre. Sjužet defineres som den rækkefølge, hvori begivenhederne fortælles, og refererer dermed til fortællingens komposition, mens fabula refererer til begivenhedernes kronologi eller det, der kaldes fortællingens indre kronologi, som læseren kan konstruere ud fra narrativets sjužet. Fabula forstås også som det råmateriale, et narrativ består af – et narrativs motiver. Begrebsparret kan anvendes til at undersøge et narrativs komposition, og hvad der bliver lagt særlig vægt på i narrativet.

## Oprindelse
Begrebsparret er særligt kendt fra Vladimir propps værk Морфология сказки, 1928, som oversat til dansk hedder Eventyrets morfologi. Propp beviser med dette værk, at plotstrukturen er den samme i alle eventyr, som kan betegnes trylleeventyr. Interessepunktet for Propp var de træk og strukturerer, som trylleeventyr har tilfælles, og som kan bruges i en genremæssig definition af eventyrerne. For at redegøre for disse, strukturerede Propp narrative motiver, eng. motifs, efter hvilken rolle, de spiller i den narrative udfoldelse. Ifølge Propp refererer sjužet til ”all actions and incidents developed in the course of the narrative”.

## Anvendelse
Den mest oplagte brug af fabula og sjužet er når en fortælling ikke er kronologisk opbygget, men springer i tid. Herved vil man kunne undersøge, hvor meget man får at vide om, hvilken rækkefølge begivenhederne finder sted i, og om der er noget, som foregår simultant - for eksempel, hvis fortælleren fortæller den samme situation fra flere synsvinkler.
En analyse af et værk med få eller ingen spring i kronologien skal være relativt grundig, før den bliver produktiv. I mange narrativer bliver man løbende introduceret til viden om karakterers eller begivenheders forhistorie. Forhistorie, her forstået som noget, der finder sted før narrativets begyndelse. Dette kan ske både gennem flashbacks, men også som små anekdoter, som karaktererne fortæller. Det kan være noget, som karaktererne undersøger, eller bliver klogere på hen ad vejen, og som læseren dermed også først ved på dette tidspunkt. Det kan også være noget, som karaktererne ved, men som læseren først finder ud af i sidste øjeblik. Under alle omstændigheder vil man som læser undervejs, såvel som til slut, kunne rekonstruere fortællingen ud fra alle de delelementer, som man er blevet udstyret med under læsningen.
Her er det vigtigt at understrege, at rekonstruktionen ikke finder sted i narrativet, men hos læseren. En analyse, som kortlægger fabula og sjužet, kan hjælpe analytikeren med at skelne mellem det, der er til stede i narrativet, og det, som man som læser selv har bidraget med. Herudover kan en sådan analyse fungere som værktøj til at undersøge, hvor man har de enkelte narrative motiver fra, og herved bane vejen for, at man kan undersøge, hvordan disse motiver bliver fortalt.

### Eksempel
I den indledningsvise dialog i første kapitel af Harry Potter og Hemmelighedernes Kammer, 1998, diskuterer Harry og Hr. Dursley det forhold at Harrys ugle, Hedwig, tuder. ""Det er tredje gang i denne uge!" brølede han [Hr. Dursley] ind over bordet. "Hvis du ikke kan holde din ugle i ro, må den ud! Harry forsøgte for hundrede og tyvende gang at forklare sig". Ud fra dette lille stykke, er der en række ting, der ikke foregår her og nu, som bliver mulige at udlede. Det er ikke første gang, at Hedwigs tuden generer Hr. Dursley og det er heller ikke første gang, at Harry får skæld ud på grund af det. Allerede her, på baggrund af en lille bid samtale, bliver det muligt at tegne en tidslinje, som går forud for fortælletiden (tidspunktet for samtalen). Den træder ind på tidslinjen som den nyligste i en række lignende samtaler. Samtalen er det allerførste, der foregår i sjužettet, men bare et par linjer nede, er det ikke længere det første i fabulaet, som vi kender til. Man kan ikke skille den nuværende og de foregående samtaler ad, hvis man ser på sjužettet. Disse foregår simultant, eller rettere, de foregående er indlejrede i den nuværende.
Herudover findes der en række episoder, hvor noget, som skete eller blev forklaret i Harry Potter og de vises sten, 1997, bliver resumeret. Det sker for eksempel i den situation, hvor Harry og Ron overværer fordelingsceremonien gennem et vindue. Harry tænker tilbage på sin egen oplevelse med fordelingshatten og hvor nervøs han havde været. "I nogle få skrækindjagende sekunder havde han frygtet, at den ville anbringe ham på Slytherin, kollegiet, der havde fostret flere af Mørkets hekse og troldmænd end noget andet kollegium". Her bliver man præsenteret for information om Slytherinkollegiets historie, noget, man fandt ud af, allerede i den første bog. I samme afsnit står der videre, at Harry endte på Gryffindorkollegiet, sammen med en række andre, hvilket også er kendt information. Til slut i afsnittet står der: "Og sidste skoleår havde Harry og Ron bidraget til, at Gryffindor vandt skoleturneringen og dermed slog Slytherin, der havde været ubesejret i syv år" Der er tale om baggrundshistorie, som man ville kende, hvis man havde læst den første bog. Her bliver det dog ikke forudsat, at man har læst den, eller at man kan huske, hvad der skete. Det, at Harry tænker tilbage på sidste års oplevelser, giver et rum for, at den nytilkomne læser kan forstå de begivenheder, der foregår nu, i relation til dem, der har foregået. På realplanet står Harry altså og tænker ved vinduet til spisesalen, men læseren føres med Harrys tanker tilbage til året før, og kan bruge dette til at rekonstruere fortiden.
Harry og Ron finder på et tidspunkt en dagbog på pigetoilettet. Der står intet i den og Ron hælder mest til, at de bare skal smide den ud. Harry er dog overbevist om, at den indeholder information, som de kan bruge, og er fast besluttet på, at finde ud af, hvordan den fungerer. Til sidst ender han med at sætte sig til at skrive i den. Den skriver tilbage og beslutter sig for at vise Harry, hvad der egentlig skete, da Hemmlighedernes Kammer sidst blev åbnet. Dette gør den ved at trække Harry med ind i en erindring. Her har Harry ikke nogen indflydelse på de ting, der sker, og kan ikke gøre opmærksom på sig selv. På realplanet befinder Harry sig i nutiden på samme måde, som hvis han blot læste i bogen, eller så en film. Der er altså ikke tale om et flashback, fordi det er noget han oplever her og nu, og som bliver fortalt fra hans synsvinkel. Det er derimod en meget levende genskabelse af, hvad der foregik dengang. Episoden, som dagbogen viser Harry, er specifikt udvalgt til, at Harry får en bestemt idé om situationen, og er i sig selv farvet af, at den er set gennem dagbogsejerens øjne. Man kan derfor ikke sige, at man har fået adgang til, hvad der faktisk skete dengang, gennem dette indblik. Harry, Ron og Hermione leder dog efter svar, og dette bliver én af brikkerne i puslespillet, på trods af, at det viser sig at være temmelig vildledende. I sjužettet figurerer denne scene hen mod slutningen af narrativet, og på realplanet er den også placeret mellem de begivenheder, som kommer før og efter fra Harrys perspektiv, men situationen giver Harry (og læseren) mulighed for at rekonstruere dele af det, der skete for 50 år siden, og som derfor skal placeres meget langt tilbage i fabulaet.

## Oversættelser
Stefan Iversen og Henrik Skov Nielsen har foreslået fremstilling og forestilling som en dansk oversættelse af begreberne, for at gøre dem mere gennemsigtige. I den klassiske franske narratologi blev begrebsparret oversat til histoire og discours, mens begrebsparret går under navnene story og discourse på engelsk.